# آبشار هیاتونگ
آبشار هیاتونگ (به لاتین: Hyatung Falls) یک آبشار در نپال است که در Between Ishibu and Samdu VDCs of Terhathum District, Nepal واقع شده‌است.